# 蒂沃道尔
蒂沃道尔，是匈牙利索博尔奇-索特马尔-贝拉格州所辖的一个村。总面积4.80平方公里，总人口191，人口密度39.8人/平方公里（2011年1月1日）。